# Otti Pfeiffer
Ottilie „Otti“ Pfeiffer (* 29. Juli 1931 in Wesel als Ottilie Kaulen; † 9. August 2001 in Herdecke) war eine deutsche Lyrikerin sowie Kinder- und Jugendbuchautorin.
Ihr bekanntestes Buch ist der Kinder- und Jugendroman Nelly wartet auf den Frieden, der von den Kriegserlebnissen eines kleinen Mädchens in der Zeit des Nationalsozialismus von 1939 bis 1945 in Berlin, Wesel und im Ruhrgebiet berichtet. Das Buch wird in Deutschland häufig an Grundschulen und weiterführenden Schulen im Unterricht gelesen.

## Leben
Otti Pfeiffer zog nach der Geburt am Niederrhein mit ihren Eltern zuerst nach Essen, dann nach Witten um, wo sie auch die Realschule besuchte und später Verwaltungsangestellte wurde. 1956 holte sie das Abitur am Abendgymnasium nach und studierte anschließend am Bibliothekar-Lehrinstitut in Köln, wo sie ihr Examen als Diplom-Bibliothekarin machte. Danach arbeitete sie in der Stadtbücherei Dortmund. Mit Hermann Pfeiffer gründete sie schließlich in Herdecke eine Familie und hatte insgesamt drei Kinder (Michael, Ingo und Susanne). Sie ist auf dem Friedhof der evangelischen Kirchengemeinde Herdecke Ende am Kirchender Dorfweg bestattet.
Ende der 1940er und Anfang der 1950er Jahre war Pfeiffer als einzige Frau Mitglied im Ring junger Autoren Westdeutschlands, u. a. gemeinsam mit Heinrich Böll. Später wurde sie Mitglied im Verband deutscher Schriftsteller, der Europäischen Autorenvereinigung Die Kogge und in der Wittener Autorengruppe. Neben einigen Erzählungen, Romanen und Gedichtbänden schrieb sie über 30 Kinder- und Jugendbücher.

## Auszeichnungen
- 1977: Arbeitsstipendium des Kultusministeriums des Landes NRW
- 1983: Preis der Leseratten des ZDF
- 1985: Schweizer Kinderbuchpreises La vache qui lit für das Jugendbuch Nelly wartet auf den Frieden
- 2000: Alfred-Müller-Felsenburg-Preis für aufrechte Literatur

## Werke
- Liebe, Ehe, Geburtenregelung, Dortmund 1967
- Widerworte aus der Küche, Dortmund 1972 (Verarbeitet in einer WDR-Hörmontage von Dorothea Neukirchen, Martin Wiebel)
- Machen wir mal einen Sandsturm, Hannover 1976
- Mienenspiel der Steine, Dortmund 1977
- Pascha-Pony, Balve/Sauerland 1978
- So klein mit Hut, Dortmund 1978
- Träume stehn im Stundenplan, München [u. a.] 1978
- Zähl bis 100 und du hast gewonnen!, Köln 1978 (zusammen mit Günther Stiller)
- Kleine Schritte, Stuttgart 1979
- Zeit, die durch die Sanduhr läuft, Dortmund 1979
- Anita Dreckspatz, München [u. a.] 1980
- Der große Olaf und die kleinen Knüpse, Hamburg 1980
- Ich und du und die andern noch dazu, Hannover [u. a.] 1980 (zusammen  mit Johannes Fessl)
- Die kleine Fee, Balve/Sauerland 1980
- Ein spannendes Buch, Hannover 1981
- Ein Spatz auf dem Roten Platz, Dortmund 1981
- Einer zuviel im Klassenbuch, Hamburg 1982
- Brummi und Mauz auf Wanderschaft, Balve/Sauerland 1984
- Freunde läßt man nicht im Stich, Balve 1984
- Nelly wartet auf den Frieden, Hamburg 1984
- Nicole, vierzehn: „Wer will schon mit der gehen?“, Ravensburg 1984
- Bei Krause zu Hause ist immer was los!, Hildesheim 1986
- Das Straußenei oder: Jeder hat das Recht zu brüten und andere Geschichten, Dortmund 1986
- Zwischen Himmel und Hölle, Hamburg 1986
- Der lustige Laden von Kabitze und Kabunke, mit Bildern von Magdalene Hanke-Basfeld, Franz Schneider Verlag 1987.[1]
- Der Nachlaß, Köln 1987
- Und dann war es rosa, Stuttgart 1987
- Ungarn, Dortmund 1987
- Auf dem Schulhof tanzt ein Ritter, München 1988
- Drei Omas sind zuviel, Bindlach 1988
- Nelly oder Frieden ist was anderes, Hamburg 1988
- Leselöwen-Lachgeschichten, Bindlach 1990
- Kullemulle wird großer Bruder, Bindlach 1991
- Papa nur für mich, Bindlach 1992
- Wer will eine kleine Katze haben?, Hamburg 1992
- Jim Jumbo auf Reisen, Hamburg 1997 (zusammen mit Silvio Neuendorf)
- Kleine Adventsgeschichten, München 1997
- Kleine Zirkusgeschichten, München 1998